# Руттонджи, Джехангир Хормусджи
Джехангир Хормусджи Руттонджи, иногда неверно произносится как Раттонджи, (англ. Jehangir Hormusjee Ruttonjee, кит. 律敦治; 1880, Бомбей, Британская Индия — 1960, Британский Гонконг) — успешный предприниматель и видный филантроп парского происхождения, основатель санатория Руттонджи и Противотуберкулёзной ассоциации Гонконга. 

## Биография
Джехангир Хормусджи Руттонджи родился в 1880 году в Бомбее в семье Хормусджи и Дины Руттонджи. В 1892 году семья переехала из Британской Индии в Гонконг, где отец Руттонджи имел винный бизнес. После окончания колледжа Святого Джозефа Джехангир стал работать в фирме отца, в 1913 году основал пивоваренный завод, который позже продал филиппинской компании San Miguel. В 1930-х годах открыл новый пивоваренный завод Sham Tseng Brewery в округе Чхюньвань, который уже после смерти Руттонджи также перешёл под контроль San Miguel. С начала 1930-х годов Джехангир Руттонджи проживал на вилле Homi (улица Кастл-Пик-роуд), которая с 1995 года занята выставочным центром Airport Core Programme. 

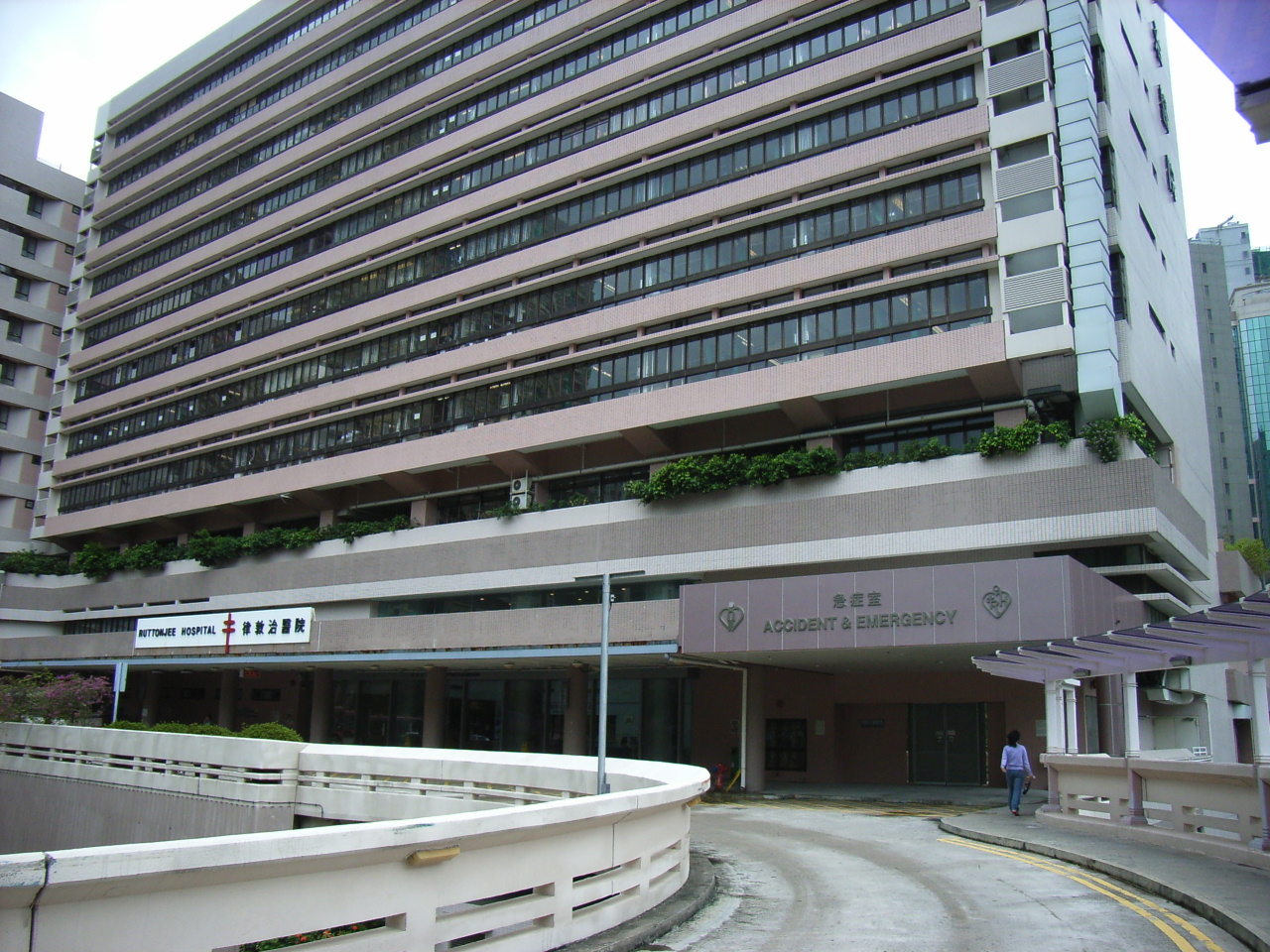
Больница Руттонджи

Во время Второй мировой войны и во второй половине 1940-х годов в Гонконге остро стояла проблема заболеваемостью туберкулёзом, который во время нескольких эпидемий унёс множество жизней горожан. В 1948 году Джехангир Хормусджи Руттонджи и его сын Дхун Руттонджи при помощи других филантропов колонии создали Противотуберкулезную ассоциацию Гонконга (сегодня она известна как Гонконгская ассоциация туберкулёза, болезней груди и сердца). 
В феврале 1949 году Джехангир Хормусджи Руттонджи в память о своей дочери Техмине, которая умерла в 1943 году от туберкулёза, создал в районе Ваньчай санаторий Руттонджи (Ruttonjee Sanatorium, 律敦治療養院), ставший главным учреждением Гонконга по лечению туберкулёза. Санаторий был построен на месте старого Королевского военно-морского госпиталя, сильно повреждённого во время японской оккупации Гонконга, который Руттонджи выкупил у властей и капитально перестроил.
В 1957 году стараниями Руттонджи в Абердине была создана больница Грэнтэм (Grantham Hospital), которая также специализировалась на лечении туберкулёза, а в 1982 году была перепрофилирована в Кардиоторакальный центр. Кроме того, в Ваньчае был перестроен Мемориальный дом престарелых Френи (Freni Memorial Convalescent Home), сегодня известный как Дом ухода и внимания для пожилых людей. Джехангир Руттонджи умер в 1960 году в Гонконге.

## Семья
Сын Джехангира Руттонджи, Дхун Руттонджи (1903–1974), был членом Законодательного совета Гонконга и рыцарем ордена Британской империи. Внучатый племянник Джехангира Руттонджи Раси Шрофф (R. M. Shroff) является вице-президентом Гонконгской ассоциации туберкулёза, болезней груди и сердца.

## Память и наследие
Именем Джехангира Хормусджи Руттонджи названа больница Руттонджи (Ruttonjee Hospital), преобразованная в 1991 году из туберкулёзного санатория Руттонджи. На Дадделл-стрит в Гонконге сохранился Руттонджи-хаус.